# Słup (powiat gostyniński)
Słup – wieś w Polsce położona w województwie mazowieckim, w powiecie gostynińskim, w gminie Szczawin Kościelny.
W latach 1975–1998 miejscowość należała administracyjnie do województwa płockiego.
11 września 1894 roku urodziła się tu Maria Kownacka, popularna pisarka, autorka m.in. Plastusiowego pamiętnika.